# Paris Handball
Paris Saint-Germain Handball (kraći naziv: PSG Handball) (bivši: Paris Handball) je francuski rukometni klub iz Pariza. Utemeljen je 1941. godine.

## Povijest
Klub je osnovan 1941. godine pod imenom Asnières Sports. 1989. se odvojio rukometni odjeljak tog športskog društva i nazvao se Paris-Asnières. 1992. godine je Paris-Asnières ušao u klub Paris Saint-Germain Handball (PSG) i promijenio ime u PSG-Asnières. 2001. godine se rukometni odjel opet odvojio i nazvao se Paris Handball.
U sezoni 2008./09. je klub loše odigrao ligu te je ispao u 2. ligu, no nakon godine dana se vratio u viši razred.

## Športski uspjesi
- nacionalni kup: (1)
  - osvajač kupa: 2007.

- sudionik Lige prvaka: 2005./2006.

## Poznati igrači
- Jackson Richardson
- Patrick Cazal
- Nenad Peruničić
- Cédric Sorhaindo
- Nikola Blažičko

## Vanjske poveznice
- Službena stranica kluba  Arhivirana inačica izvorne stranice od 3. rujna 2011. (Wayback Machine) (francuski)